# HMS Weymouth (1910)
O HMS Weymouth foi um cruzador rápido operado pela Marinha Real Britânica e a sétima embarcação da Classe Town. Sua construção começou em janeiro de 1910 nos estaleiros da Armstrong Whitworth em Newcastle upon Tyne e foi lançado ao mar em novembro do mesmo ano, sendo comissionado na frota em outubro de 1911. Era armado com uma bateria principal composta por oito canhões de 152 milímetros em montagens únicas, tinha um deslocamento carregado de quase seis mil toneladas e alcançava uma velocidade máxima de 25 nós (46 quilômetros por hora).
O Weymouth começou sua carreira no Oceano Atlântico até ser transferido em 1913 para o Mar Mediterrâneo. A Primeira Guerra Mundial começou em agosto de 1914, com o navio sendo no mesmo mês transferido para o Oceano Índico para caçar o cruzador rápido alemão SMS Emden. Permaneceu na região em 1915 para ajudar em operações contra o cruzador rápido SMS Königsberg. Depois serviu no Mar Adriático, em casa e no Mediterrâneo de novo até ser torpedeado por um submarino austro-húngaro em outubro de 1918, mas foi consertado. Foi desmontado em 1928.